# 松尾香
松尾 香（まつお かおり）は日本の女性歌手。東京芸術大学音楽部声楽科卒業。同大学院ソロ科修了。劇団青年座卒業。
主に80年代にかけてアニメソング、童謡を中心に歌った。

## アルバム
- 浜辺の歌・松尾香　抒情歌集～こころのふるさとを あなたに～（キングレコード、1988年）

## ディスコグラフィー
- ハッピーデイ・サザエさん（まんが名作劇場サザエさん　※再放送　オープニング）
- ひまわりみたいなサザエさん（まんが名作劇場サザエさん　※再放送　エンディング）
- 遥かなる旅路（ほえろブンブン　オープニング）
- ママのセレナーデ（ほえろブンブン　エンディング）
- ふりむけばカエル（NHK みんなのうた　※『NHKみんなのうたより Vol.26』版）
- おはようクレヨン（NHK みんなのうた　※『NHKみんなのうたより Vol.26』版）
- ジャングル・ダンス（NHK みんなのうた　※『NHKみんなのうた最新ベスト』版）
- 七つの子（NHK ラジオ深夜便　※『CDラジオ深夜便 懐かしの唱歌 抒情歌集』版）

## 舞台
- ヘンゼルとグレーテル（ヘンゼル役、日生劇場）

## テレビ
- ルックルックこんにちは「こころの歌」（日本テレビ）